# Laraki Automobiles

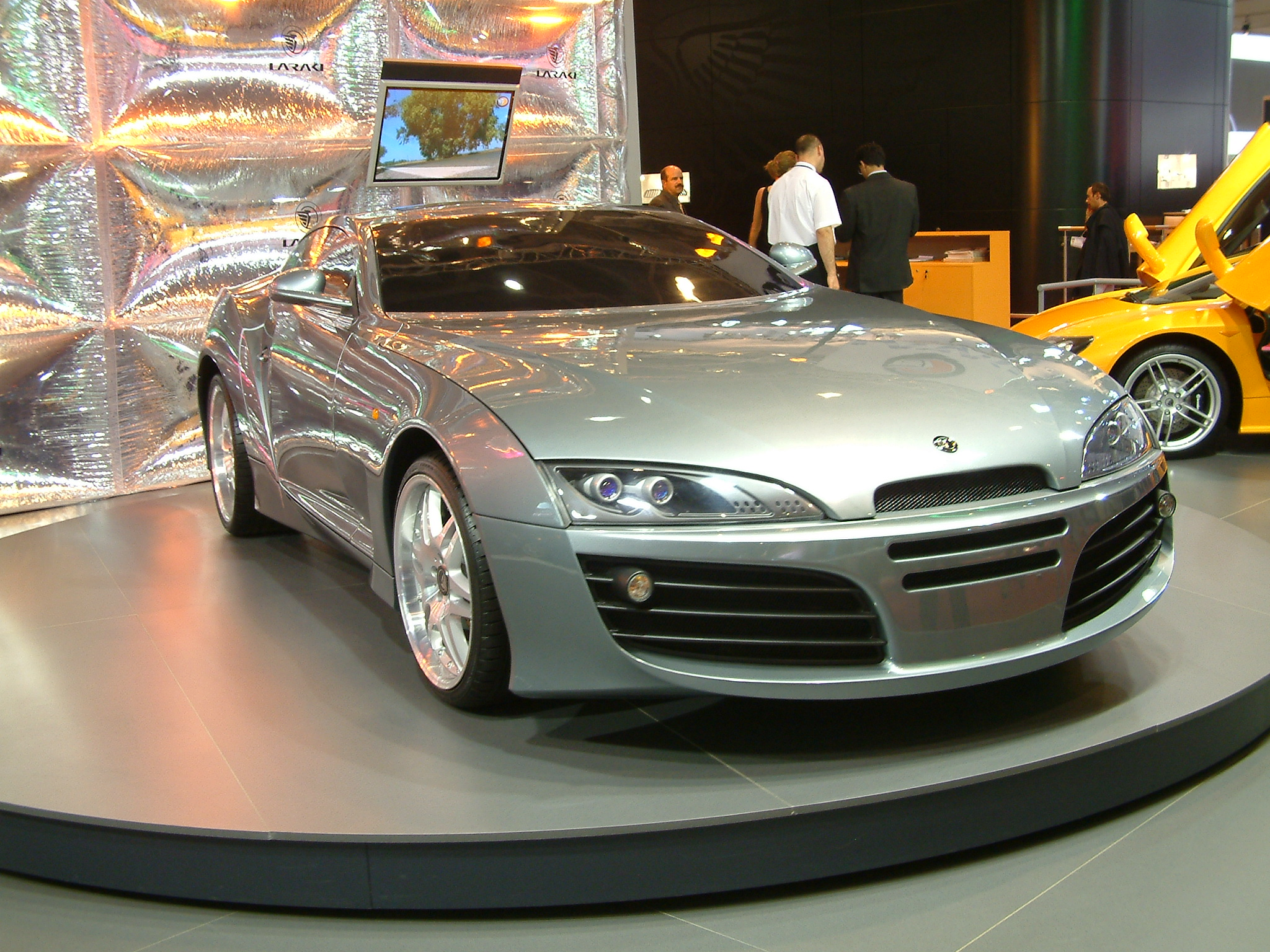
Laraki Borac

Laraki Automobiles war ein marokkanischer Automobilhersteller mit Firmensitz in Casablanca.

## Geschichte
1997 gründete Abdeslam Laraki das Unternehmen. 2002 begann die Produktion von Automobilen. Der Markenname lautete Laraki. 2008 endete die Produktion. 2002 entstanden zwei Fahrzeuge und im Folgejahr sechs.

## Modelle
Erstes Modell war der Supersportwagen Fulgura. Er wurde 2002 als Prototyp auf dem Genfer Auto-Salon präsentiert. Das Fahrgestell bestand aus kohlenstofffaserverstärktem Kunststoff und die Karosserie aus Aluminium. Ein V12-Motor von Lamborghini leistete mit Hilfe eines Turboladers aus 6000 cm³ Hubraum 720 PS. Außerdem ist ein V8-Motor von Mercedes-Benz mit 5500 cm³ Hubraum und 600 PS überliefert. Das Fahrzeug war bei einem Radstand von 270 cm 444 cm lang, 206 cm breit und 120 cm hoch. Das Leergewicht war mit 1250 kg angegeben.
2003 stand der Prototyp des Borac auf dem Genfer Salon. Ab 2006 wurde er auf Bestellung gefertigt. Er hatte einen V12-Motor von Mercedes-Benz mit 6000 cm³ Hubraum und 540 PS. Das Fahrzeug hatte 260 cm Radstand, 462 cm Länge, 199 cm Breite und 126 cm Höhe. Das Leergewicht betrug 1500 kg.